# Amatus Lusitanus
 (février 2016).
Amatus Lusitanus ou Amato Lusitano ou João Rodrigues de Castelo Branco (en hébreu Ḥaviv ha-Sephardi ; en latin Johannes Rodericus), né en 1511 à Castelo Branco (Portugal), mort le 21 janvier 1568 à Thessalonique, est un médecin juif sépharade portugais de la Renaissance.

## Biographie
Il appartenait à une des nombreuses familles juives de la péninsule Ibérique forcées à l'époque de se convertir formellement au catholicisme, mais continuant à pratiquer le judaïsme en secret : les marranes ou crypto-juifs, appelés aussi cristãos novos au Portugal. Il fut baptisé sous le nom de João Rodrigues (Johannes Rodericus), mais fut élevé à l'intérieur de sa famille dans la culture juive. Le nom juif de cette famille était Ḥaviv (ce qui signifie en hébreu Aimé, en latin Amatus). Dans ses écrits, il mentionne deux frères.
À partir de 1525, il fit des études à l'université de Salamanque : d'abord les arts libéraux, ensuite la médecine. De retour au Portugal, il y étudia la botanique et y pratiqua la médecine dans plusieurs villes. Mais l'institution de l'Inquisition au Portugal en décembre 1531 rendit la situation des marranes extrêmement périlleuse. En 1534, il alla s'établir à Anvers, où il publia son premier ouvrage, Index Dioscoridis, en 1536.

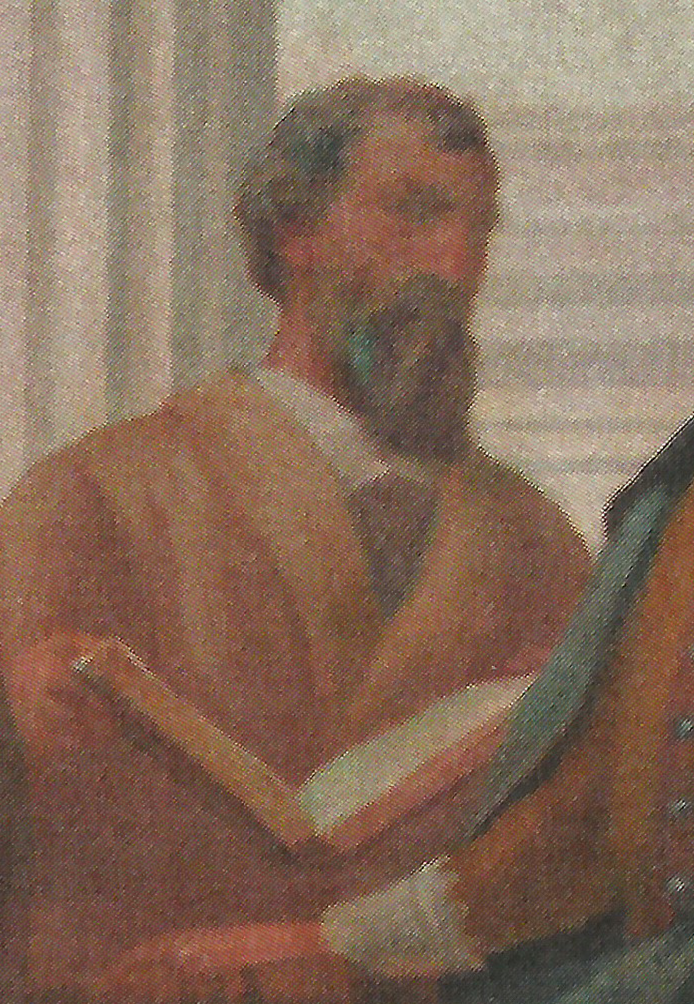
Amato Lusitano (détail), Sala dos Actos, V. Salgado, 1906.

Après plusieurs déplacements, il gagna Ferrare en Italie, en 1540 ; il y devint professeur d'anatomie et de botanique médicinale à l'Université, alors grand centre des études médicales ; il y côtoya notamment Giambattista Canano, et il y pratiqua des dissections. Plusieurs découvertes importantes en anatomie furent alors réalisées par les médecins de Ferrare et de Padoue, sans qu'on sache toujours auquel les attribuer.
En mai 1547, il s'installa à Ancône. En 1550, il fut appelé à Rome auprès du pape Jules III et le traita de la goutte ; Jacoba del Monte, la sœur du pape, fut aussi de ses patients.
Mais en mai 1555, fut élu le pape fanatique Paul IV, et entre avril et juin 1556, cinquante-et-un Juifs marranes réfugiés à Ancône furent traduits devant l'Inquisition et vingt-cinq brûlés vifs. Amatus partagea les souffrances de ses coreligionnaires d'Ancône, et prévenu de son arrestation imminente, parvint à se réfugier à Pesaro, alors capitale d'un duché indépendant, laissant derrière lui tous ses biens dont ses travaux.
Peu après, en 1556, il gagna Raguse, en Dalmatie, d'où il avait reçu plusieurs années auparavant une invitation du gouvernement, et en 1559 il s'installa à Thessalonique, dans l'Empire ottoman, où vivait une importante communauté juive, et où il put affirmer son judaïsme à visage découvert.
Il mourut dans cette ville d'une épidémie de peste en janvier 1568, âgé de cinquante-six ans. Son compatriote poète (et cousin) Diogo Pires lui composa une épitaphe.

## Œuvre

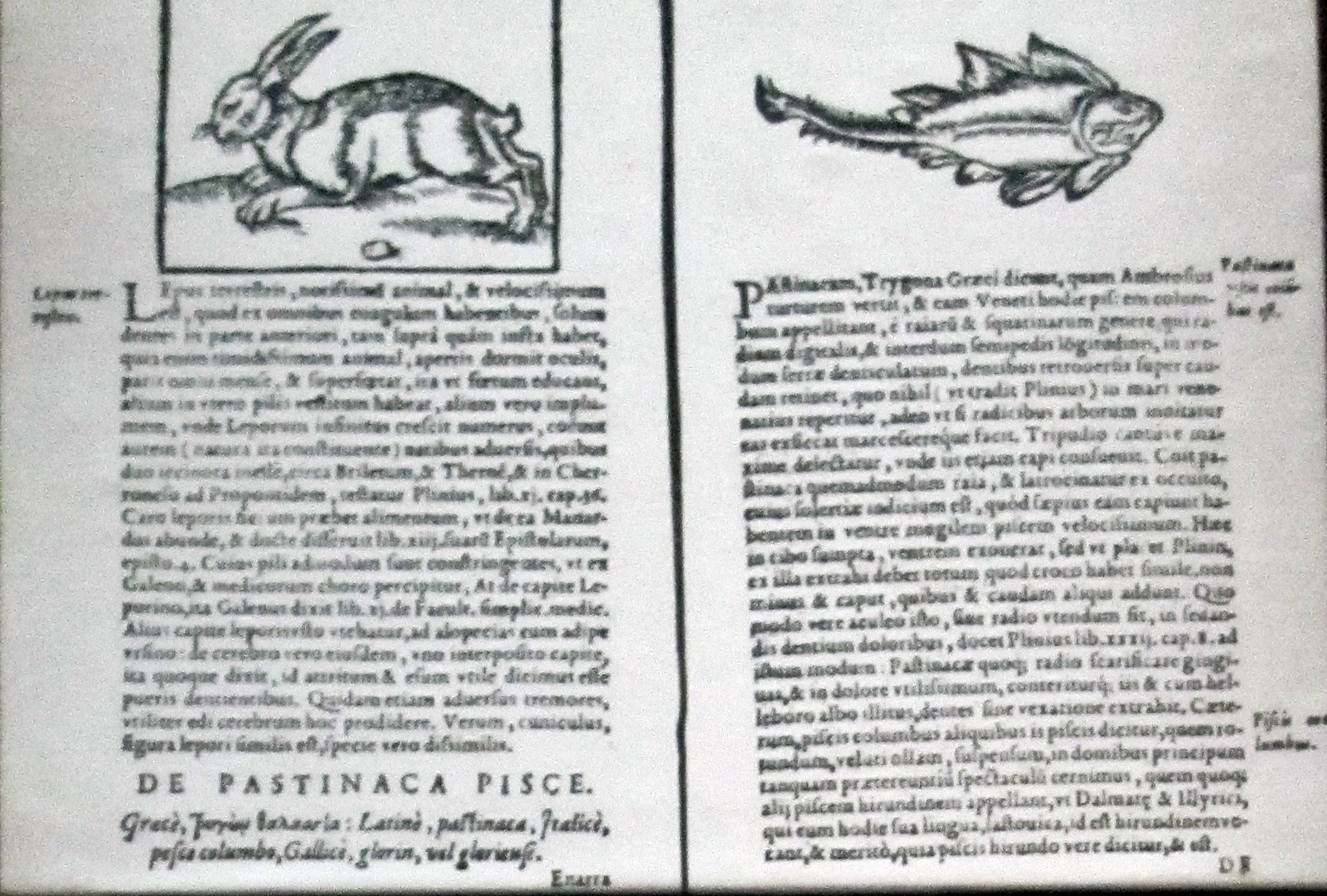
Pages des In Dioscoridis libros enarrationes.

Il étudia beaucoup la botanique médicinale, et notamment le De materia medica de Dioscoride, publiant un Index Dioscoridis et Exegemata in duos priores Dioscoridis De materia medica libros à Anvers en 1536, et In Dioscoridis Anazarbei De materia medica libros quinque enarrationes eruditissimæ à Venise en 1553. Il eut le malheur dans ce dernier ouvrage de proposer quelques modestes corrections au commentaire de Pierandrea Mattioli, paru en 1544. Celui-ci lui fit une réponse des plus virulente (Apologia adversus Amathum Lusitanum, cum censura in ejusdem enarrationes) : non seulement, il orthographiait malignement son nom « Amathus » (en référence à l'adjectif grec ἀμαθής, « ignorant »), mais il se livrait aussi à des attaques personnelles et antijuives. Amatus aurait écrit une réponse et se plaint d'avoir été censuré.
Mais son ouvrage le plus important est intitulé Curationum medicinalium centuriæ septem : il s'agit d'une suite de sept livres décrivant et commentant chacun cent cas médicaux remarquables auxquels il avait été confronté ou dont il avait eu connaissance. Il publia les sept centuries en plusieurs fois : la première en 1551, la deuxième en 1552, les troisième et quatrième en 1556, les cinquième et sixième en 1558, la septième en 1561. L'ouvrage rencontra un très grand succès et connut de nombreuses éditions partielles ou totales dans toute l'Europe (éditions intégrales : Lyon, 1580 ; Paris, en trois volumes, 1617 ; Bordeaux, 1620 ; Barcelone, 1628 ; Francfort-sur-le-Main, 1646).
C'est dans la première centurie qu'il renverse la théorie de Galien (131-201) sur la Physiologie du Système circulatoire qui prévalait jusqu'alors, où il décrit la circulation du sang et constate pour la première fois dans l'histoire médicale que les veines ont des valvules qui obligent le sang à retourner vers le cœur,.
Au début de la cinquième centurie, il indique que dans sa fuite d'Ancône il perdit un commentaire manuscrit du quatrième fen du premier livre du Canon d'Avicenne ainsi que le manuscrit de sa cinquième centurie qu'il refit par la suite de mémoire. D'autre part, il réalisa une traduction en espagnol du Bréviaire d'Eutrope, qu'il dédia à Joseph Nassi, dont il fit la connaissance à Anvers.

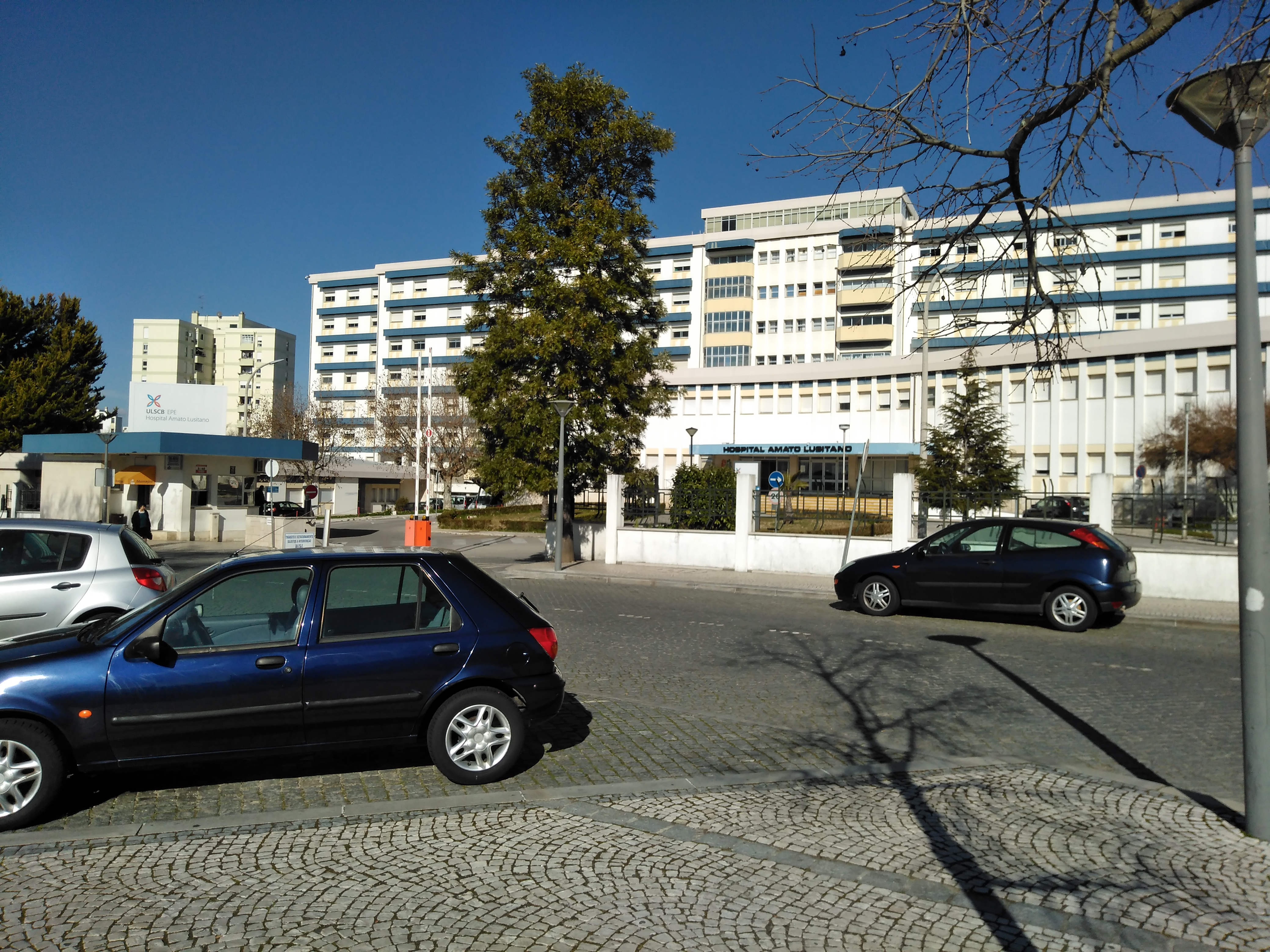
Hôpital Amato Lusitano, Castelo Branco (Portugal).

## Hommage
L'hôpital de sa ville natale, Castelo Branco au Portugal, porte son nom : Amato Lusitano.